# Ла-Тринитария (муниципалитет)
Ла-Тринитария (исп. La Trinitaria) — муниципалитет в Мексике, штат Чьяпас, с административным центром в одноимённом городе. Численность населения, по данным переписи 2020 года, составила 83 111 человек.

## Общие сведения
Название La Trinitaria с испанского можно перевести как — троица.
Площадь муниципалитета равна 1602,9 км², что составляет 2,2 % от площади штата, а наиболее высоко расположенное поселение Сан-Карлос-Халаль, находится на высоте 1811 метров.
Он граничит с другими муниципалитетами Чьяпаса: на севере с Ла-Индепенденсией и Лас-Маргаритасом, на юге с Фронтера-Комалапой, на западе с Сокольтенанго, Цимолем и Комитан-де-Домингесом, а на востоке проходит государственная граница с республикой Гватемала.

## Учреждение и состав
Муниципалитет был образован в 1911 году, по данным 2020 года в его состав входит 436 населённых пунктов, самые крупные из которых:
| Код INEGI                  | Населённый пункт                                                                            | Численность населения (2005 год) | Численность населения (2010 год) | Численность населения (2020 год) |
| -------------------------- | ------------------------------------------------------------------------------------------- | -------------------------------- | -------------------------------- | -------------------------------- |
| 099                        | Всего                                                                                       | 60417                            | 72769                            | 83111                            |
| 0001                       | Ла-Тринитария (исп. La Trinitaria) 16°07′09″ с. ш. 92°03′02″ з. д. (административный центр) | 7453                             | 9042                             | 11055                            |
| 0114                       | Ласаро-Карденас (исп. Lázaro Cárdenas) 16°06′57″ с. ш. 91°50′02″ з. д.                      | 3299                             | 3699                             | 4458                             |
| 0172                       | Порвенир-Аграриста (исп. El Porvenir Agrarista) 16°09′53″ с. ш. 91°50′07″ з. д.             | 2263                             | 2469                             | 2824                             |
| 0136                       | Хосе-Мария-Морелос (исп. José María Morelos) 16°02′32″ с. ш. 91°49′55″ з. д.                | 2357                             | 2601                             | 2797                             |
| 0073                       | Ла-Эсперанса (исп. La Esperanza) 16°09′09″ с. ш. 91°52′08″ з. д.                            | 2238                             | 2549                             | 2669                             |
| 0099                       | Мигель-Идальго (исп. Miguel Hidalgo) 16°06′20″ с. ш. 91°46′50″ з. д.                        | 1938                             | 2428                             | 2473                             |
| 0490                       | Родульфо-Фигероа (исп. Rodulfo Figueroa) 15°55′14″ с. ш. 91°54′13″ з. д.                    | 2241                             | 2321                             | 2162                             |
| 0059                       | Лас-Делисьяс (исп. Las Delicias) 15°58′09″ с. ш. 91°51′40″ з. д.                            | 1911                             | 2121                             | 2065                             |
| 0313                       | Цискао (исп. Tziscao) 16°04′51″ с. ш. 91°40′09″ з. д.                                       | 1262                             | 1562                             | 1939                             |
| 0005                       | Альваро-Обрегон (исп. Álvaro Obregón) 16°05′39″ с. ш. 91°50′35″ з. д.                       | 1497                             | 1790                             | 1934                             |
| 0662                       | Ла-Глория (исп. La Gloria) 15°57′47″ с. ш. 91°57′44″ з. д.                                  | 1687                             | 1874                             | 1890                             |
| —                          | Прочие                                                                                      | 32271                            | 40314                            | 46845                            |
| Названия на карте Генштаба |                                                                                             |                                  |                                  |                                  |

## Экономическая деятельность
По статистическим данным 2000 года, работоспособное население занято по секторам экономики в следующих пропорциях:
- сельское хозяйство и скотоводство — 80,2 % ;
- промышленность и строительство — 7,1 %;
- торговля, сферы услуг и туризма — 10,8 %;
- безработные — 1,3 %.

## Инфраструктура
По статистическим данным 2020 года, инфраструктура развита следующим образом:
- электрификация: 98,7 %;
- водоснабжение: 16,8 %;
- водоотведение: 80,7 %.

## Туризм
Основные достопримечательности:

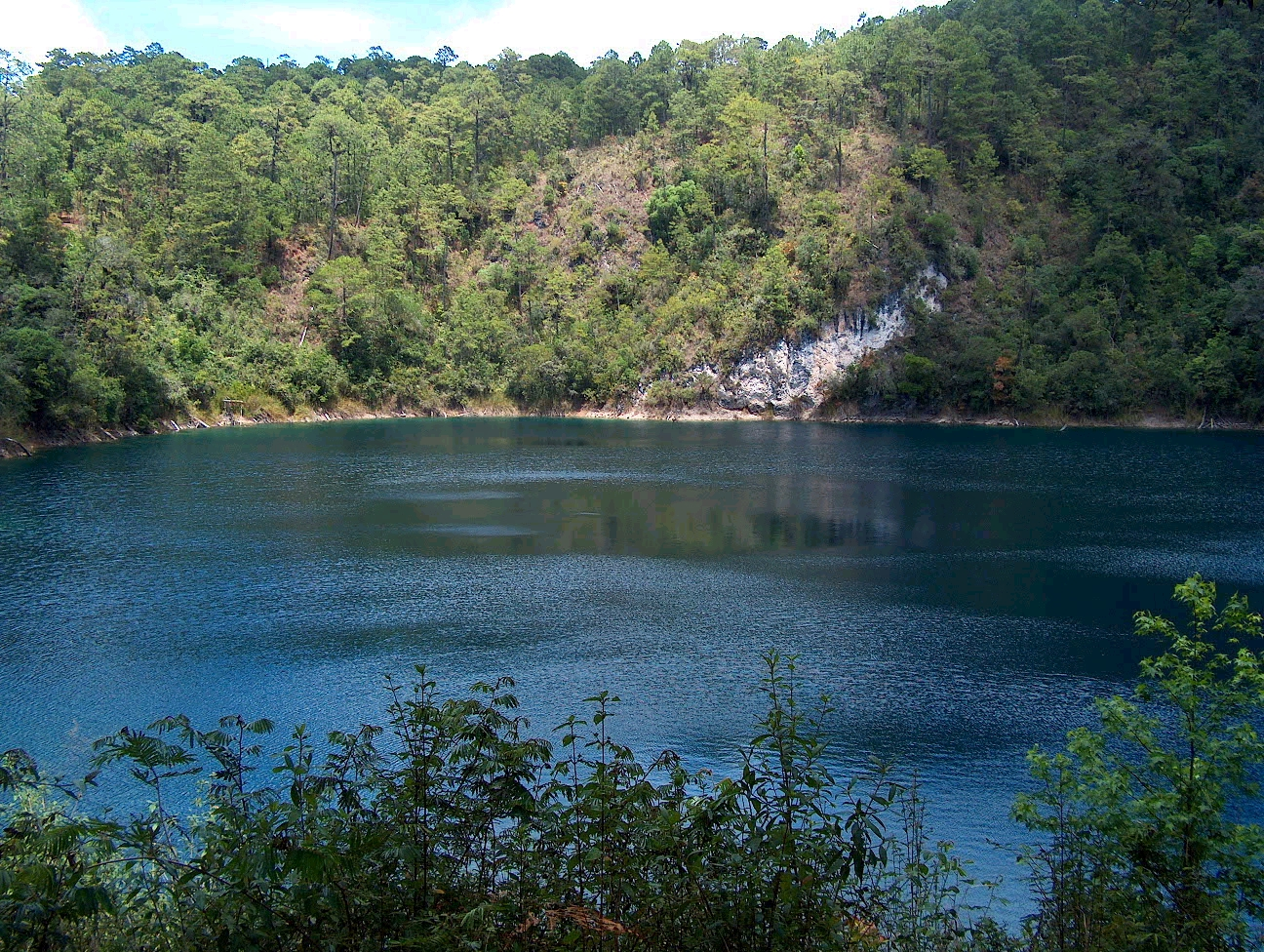
Озеро Энсуэньо в Национальном парке Лагунас-де-Монтебельо

- Археологическая зона Чинкультик — древний город цивилизации майя.
- Музей Святой Марии.
- Природные объекты: национальный парк Лагунас-де-Монтебельо[исп.], в котором существует более 50 озёр и прудов, с неповторимой флорой и фауной.